# Marek Dunikowski

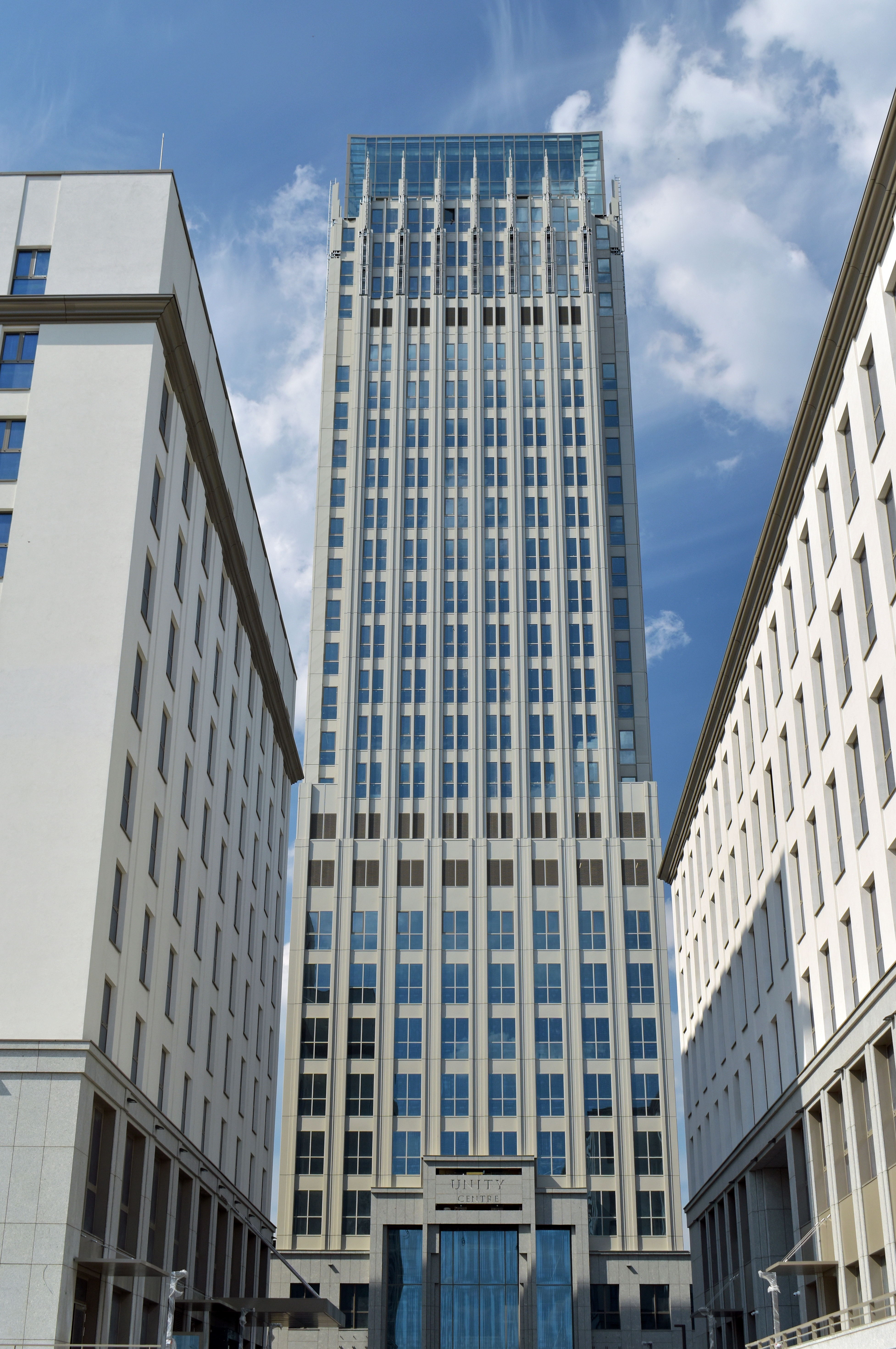
Unity Tower

Marek Dunikowski (ur. 1950) – polski architekt

## Życiorys
W 1974 roku ukończył studia na Wydziale Architektury Politechniki Krakowskiej. W latach 1974–1990 pracował jako asystent w Instytucie Urbanistyki na Wydziale Architektury Politechniki Krakowskiej. W latach 1986–87 był stypendystą Fulbrighta w University of California. W latach 1987–1990 pracował jako visiting professor na Uniwersytecie Tennessee w Knoxville w USA. W 1991 roku był współzałożycielem firmy DDJM (od 2018 roku BE DDJM).

## Wybrane projekty
- 1974 Biblioteka Narodowa Al-Asada w Damaszku wspólnie z: Janem Jackiem Meissnerem, Małgorzatą Mazurkiewicz, Wojciechem Miecznikowskim[3].
- Projekt budynku Muzeum w Miejscu Pamięci – Założenia Pomnikowego na terenie byłego hitlerowskiego Obozu Zagłady Żydów w Bełżcu.
- 2012 Europejskie Centrum Muzyki Krzysztofa Pendereckiego w Lusławicach wspólnie z Jarosławem Kutniowskim oraz Wojciechem Miecznikowskim. Projekt nagrodzony Nagrodą Stowarzyszenia Architektów Polskich za najlepszy obiekt architektoniczny wzniesiony ze środków publicznych pod honorowym patronatem Prezydenta Rzeczypospolitej Polskiej za rok 2012[4].
- 2015 Projekt przebudowy Szkieletora (Marek Dunikowski jako architekt prowadzący i Jarosław Kutnowski) budynku przy Rondzie Mogilskim w Krakowie) – Unity Tower[5][6]

## Nagrody
- 2004 Nagroda Honorowa SARP[7][8]
- 2020 I miejsce w konkursie na projekt Centrum Muzyki na Cichym Kąciku dla pracowni BE DDJM[9]